# 新站乡
新站乡，是中华人民共和国吉林省松原市扶余市下辖的一个乡镇级行政单位。

## 行政区划
新站乡下辖以下地区：
新东村、新西村、王录村、西井村、松花江村、通途村、新立村、大六家子村、新合村、柳家村、东井村、马家烧锅村、杨家村、赵福村、临界村和庙荒村。